# 舟形町立長沢小学校
舟形町立長沢小学校（ふながたちょうりつ ながさわしょうがっこう）は山形県最上郡舟形町長沢にあった公立小学校。
1874年に開校。2013年に舟形町に存在した4つの小学校が舟形小学校に統一され、138年の歴史に幕を閉じた。2012年度の児童数は61人。
廃校となった建物は現在、地域の交流施設である長沢集学校として利用されている。

## 沿革
- 1874年(明治7年)1月8日 - 福昌寺を仮校舎とし、長沢学校として創立する。[1]
- 1880年(明治13年)7月 - 長沢字楯に本校舎新築。
- 1885年(明治18年)12月18日 - 幅分校新築開校。
- 1887年(明治20年)4月1日 - 長沢尋常小学校に改称する。
- 1904年(明治37年)2月13日 - 本校舎新築。
- 1909年(明治41年)12月30日 - 幅分校全焼。校舎新築。
- 1919年(大正8年)5月28日 - 舟形東部尋常小学校に改称する。
- 1920年(大正9年)4月24日 - 太平分教場開設。
- 1924年(大正13年)12月9日 - 現在地に移転する。
- 1928年(昭和3年)5月4日 - 高等科設置。舟形東部尋常高等小学校に改称する。
- 1941年(昭和16年)4月1日 - 舟形村東部国民学校に改称する。
- 1947年(昭和22年)4月1日 - 舟形村立東部小学校に改称する。
- 1948年(昭和23年)4月 - 長尾地区に冬季分校を設置する。
- 1954年(昭和29年)12月1日 - 町村合併により、舟形町立長沢小学校に改称する。
- 1956年(昭和31年)5月31日 - 校舎改築。
- 1957年(昭和32年)11月4日 - 校章制定。
- 1985年(昭和60年)3月31日 - 太平分校廃校。
- 1988年(昭和63年)3月31日 - 幅分校廃校。
- 2013年(平成25年)3月31日 - 舟形町立舟形小学校へ統合され廃校。

## 校章
- 校章は長沢地区を流れる最上小国川、村の特産物であった長沢和紙、御所柿がデザイン化されていた。校章にある3枚目の葉は和紙の原料コウゾの葉、半円の3本の線は最上小国川の流れ、3つの玉は柿の実を表したもの。

## 校歌
- 長沢小学校校歌
  - 作詞：岸正吉　作曲：梅津健司